# Молекулярна медицина

Редагування генома технологією CRISPR/Cas9

Молекулярна медицина — це міждисциплінарна галузь медицини й охорони здоров’я, зосереджена на розумінні та застосуванні молекулярних процесів для діагностики, лікування та профілактики захворювань. Вона охоплює вивчення біологічних механізмів на молекулярному рівні, об’єднуючи принципи з різних дисциплін, таких як біологія, генетика, біохімія, біомедицина, біотехнологія та біоінженерія.
Молекулярна медицина досліджує, як молекули взаємодіють у клітинах і організмах, розгадуючи заплутані шляхи, що лежать в основі здоров’я та хвороб. Розшифровуючи молекулярну основу захворювань, біомедичні науковці та дослідники можуть розробляти цільову терапію, персоналізовані підходи до медицини та інноваційні діагностичні інструменти.
Ця сфера відіграє ключову роль у розвитку охорони здоров’я завдяки використанню передових технологій, таких як оміксні технології, біоінформатика, біосенсори, генетична інженерія. За допомогою цих інструментів вчені можуть аналізувати геном, структури білків, широкий спектр метаболітів і молекулярні сигнальні шляхи, що веде до глибшого розуміння захворювань на молекулярному рівні.

## Загальні принципи
Молекулярна медицина є наріжним каменем сучасної охорони здоров’я, заглиблюючись у складну сферу молекулярних і клітинних процесів, що керують життям. Ця дисципліна розкриває фундаментальні принципи молекулярної біології, досліджує молекулярні шляхи та об’єднує різноманітні наукові сфери, щоб розшифрувати механізми здоров’я та хвороби.

### Молекулярні та клітинні процеси

#### Генетика та епігенетика

Схематичне зображення ДНК в еукаріотів: клітина — клітинне ядро — хромосома — ДНК.

У мікроскопічному світі клітин нуклеїнові кислоти та білки є головними архітекторами, що керують клітинними процесами. Нуклеїнові кислоти, зокрема ДНК і РНК, зберігають генетичний код, тоді як білки виконують життєво важливі функції в клітинах. Ця взаємодія молекул формує основу життя. ДНК, основне сховище генетичної інформації, що міститься в клітинному ядрі, проходить низку процесів —  транскрипції та трансляції, що завершується синтезом білків. Ця центральна догма пояснює потік генетичної інформації в клітинах, керуючий їх поведінкою та функціями. Генетичний код, представлений кодонами, яким відповідають конкретні амінокислоти, пояснює, як інструкції ДНК транслюються в білкові послідовності. Генетичні мутації, охоплюючі точкові мутації, вставки та делеції можуть порушити цей код, потенційно призводячи до аномальних білків і захворювань. Сукупність всієї генетичної інформації називаються геном, геноміка досліджує весь геном організму, а медична генетика патології геному людини. Різні біотехнологічні й біомедичні методики, такі як генотерапія та редагування геному, дозволяють впливати на геном людини.
Крім того, активність певних генів регулюється різними механізмами, зокрема — епігенетичними. Сукупність всіх епігенетичних надстроєк геному називається епігеном. Епігеноміка вивчає епігеном і практичні методики впливу на епігеном, такі як епігенетичне перерпрограмування та редагування епігеному.

#### Сигнальні шляхи
Клітинна сигналізація організовує динамічну взаємодію між молекулами в клітинах, дозволяючи їм спілкуватися та реагувати на внутрішні та зовнішні сигнали. Ці сигнальні шляхи утворюють складну мережу, сприяючи точним і скоординованим клітинним реакціям, що має вирішальне значення для підтримки здоров’я. Порушення в цих шляхах можуть призвести до збоїв, сприяючи виникненню та прогресуванню різних захворювань. Розуміння та аналіз цих сигнальних механізмів має першорядне значення для розшифровки етіології захворювання та розробки цільових терапевтичних втручань. Деякі з сигнальних шляхів наведені нижче.
1. Шляхи MAPK (протеїнкінази, що активуються мітогенами) (ERK, JNK, p38):
- Функція: регулюють проліферацію, диференціювання та виживання клітин у відповідь на зовнішні подразники, такі як фактори росту та стрес.
- Порушення:
  - Онкопатології: аномальна активація призводить до неконтрольованого росту клітин і прогресування пухлини.
  - Неврологічні розлади: змінена сигналізація MAPK, пов’язана з нейродегенеративними станами, такими як хвороба Альцгеймера та Паркінсона.
  - Серцево-судинні захворювання: відіграє роль у гіпертрофії серця та серцевій недостатності.

2. Сигнальний шлях PI3K/AKT/mTOR:

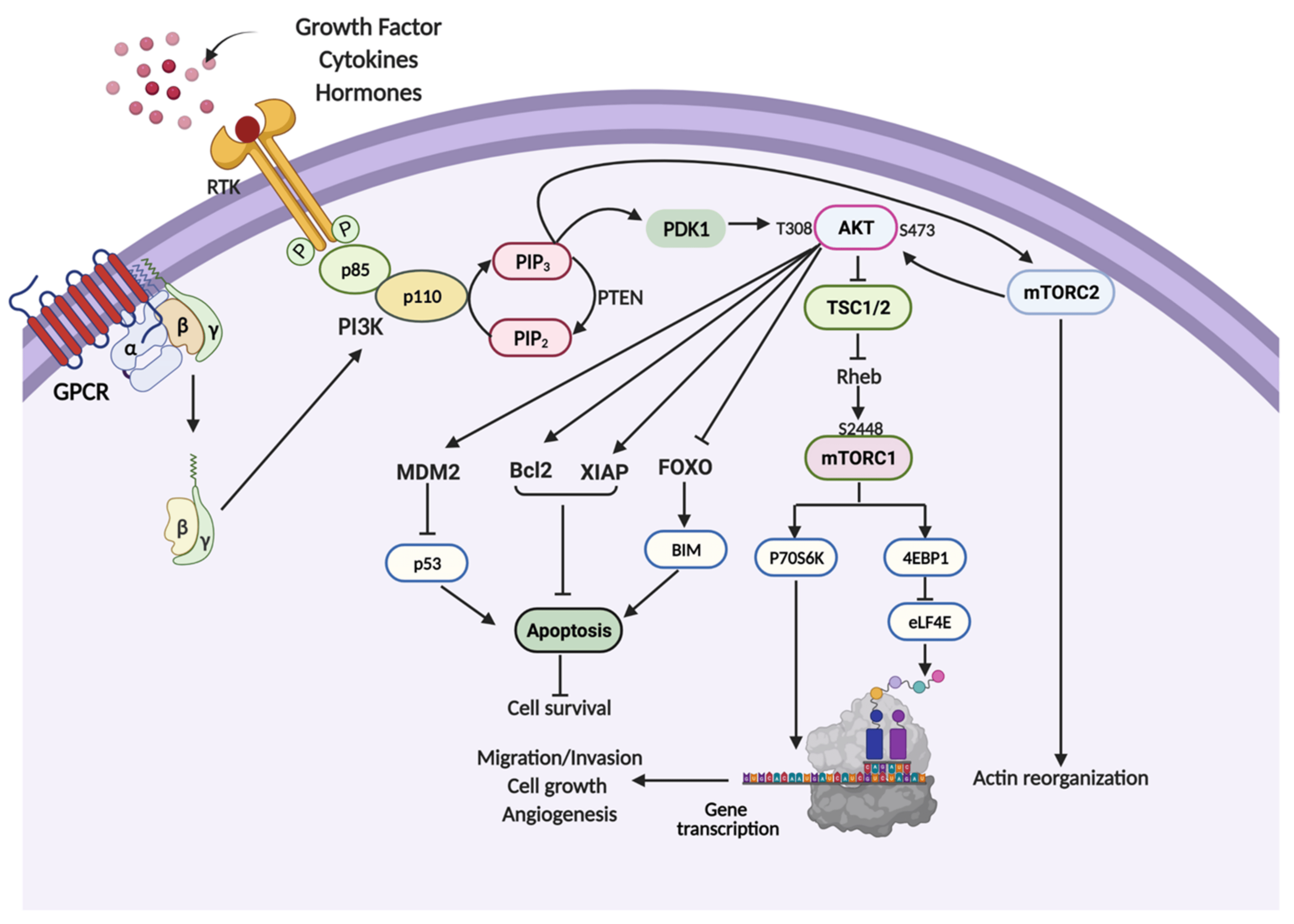
Сигнальний шлях PI3K/AKT/mTOR

- Функція: контролює ріст клітин, виживання та метаболізм у відповідь на фактори росту та інсулін.
- Порушення:
  - Онкопатології: порушення регуляції сприяє проліферації клітин і пригніченню апоптозу.[3][4][5]
  - Метаболічні розлади: бере участь у передачі сигналів інсуліну та причетний до метаболічних захворювань, таких як діабет.
  - Неврологічні розлади: причетне до нейродегенеративних станів.

3. Сигнальний шлях Wnt:

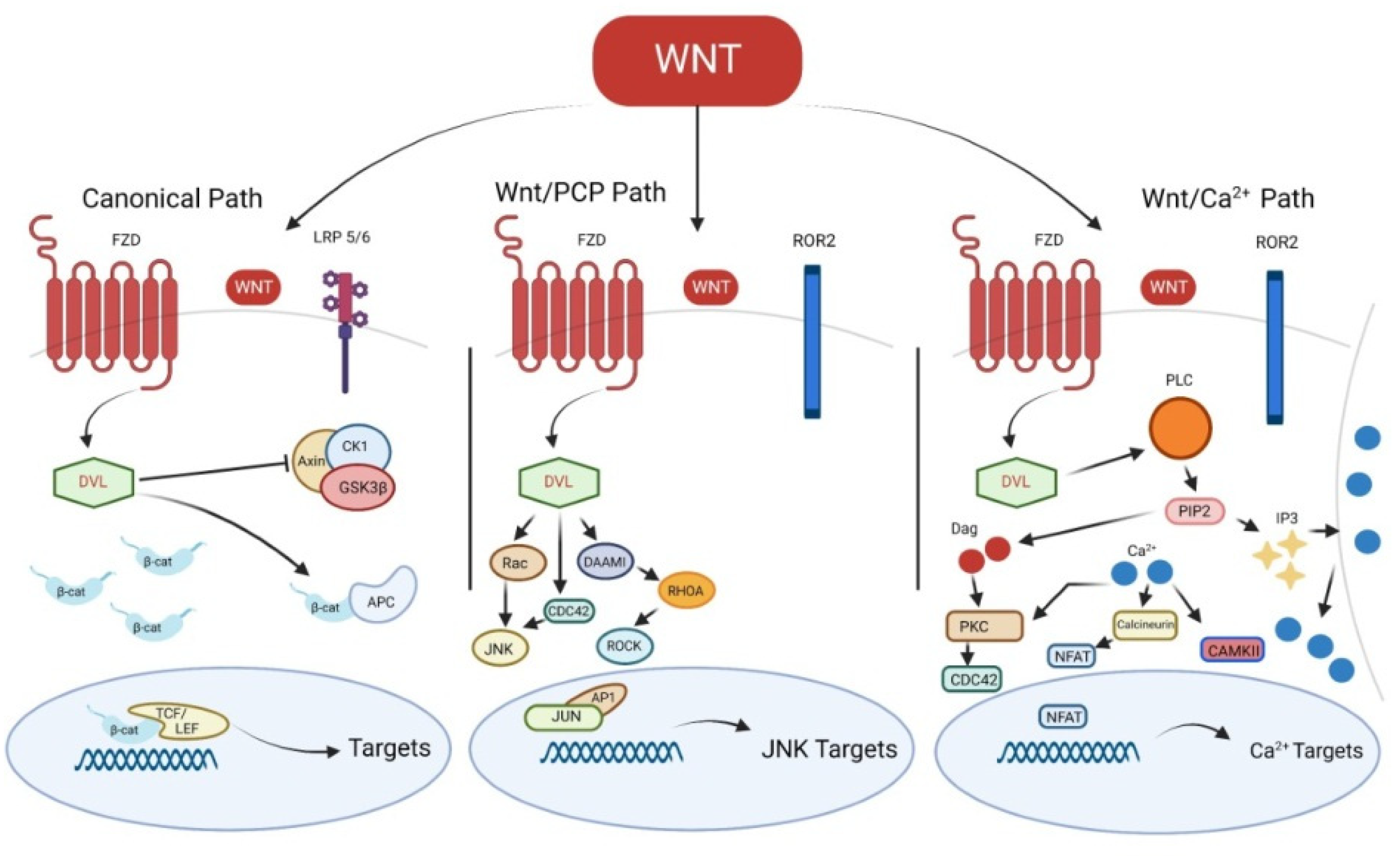
Канонічний та неканонічні.

- Функція: регулює диференціацію клітин, проліферацію та гомеостаз тканин під час розвитку.
- Порушення: дисрегуляція, пов’язана з різними видами раку та розладами розвитку.[6]

4. Сигнальний шлях Notch:
- Функція: бере участь у диференціації та формуванні тканинних структур під час розвитку та гомеостазу.
- Порушення: дисрегуляція пов’язана з онкопатологіями, розладами розвитку та серцево-судинними захворюваннями.

5.Сигнальний шлях TGF-β:
- Функція: регулює ріст клітин, диференціювання та імунні відповіді.
- Порушення: дисрегуляція, пов’язана з онкопатологіями, фіброзом і захворюваннями, пов’язаними з імунною системою.

6. Сигнальний шлях NF-κB:
- Функція: контролює імунні реакції, запалення[7], виживання клітин і проліферацію.
- Порушення регуляції, пов’язані з хронічними запальними захворюваннями, автоімунними розладами та деякими видами раку.

### Міждисциплінарна співпраця

#### Інтеграція дисциплін
Молекулярна медицина об’єднує різні наукові дисципліни — біологію, генетику, біохімію, біомедицину, біоінформатику, біотехнологію, біоінженерію — інтегруючи знання, щоб розгадати тонкощі здоров’я та хвороби. Це підкреслює взаємозв’язок цих областей у розумінні молекулярних явищ.

#### Оміксні технології

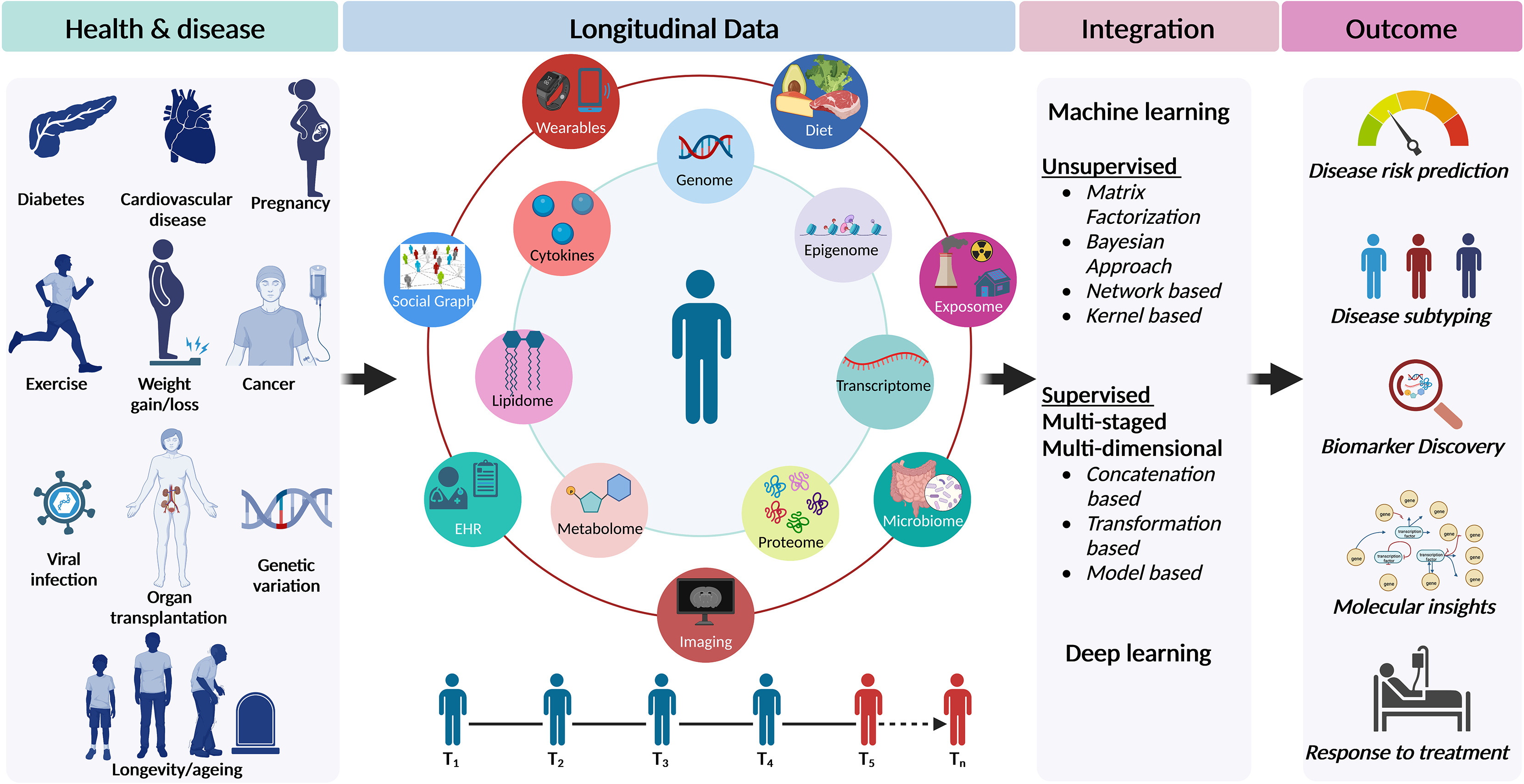
Інтеграція біоінформатичних даних оміксних технологій в мультиоміці.

Передові оміксні технології, як-от геноміка, епігеноміка, протеоміка, метаболоміка, транскриптоміка, мікробіоміка та їх мультиоміксна інтеграція, дають дослідникам можливість формувати комплексне та деталізоване уявлення про молекулярні біологічні взаємодії всередині клітин та тканин.

#### Фармакогеноміка та розробка ліків
На індивідуальні реакції на ліки впливають генетичні варіації. Фармакогеноміка спрямована на адаптацію терапії на основі геномної структури людини, сприяючи розвитку персоналізованої медицини.

#### Генетична інженерія

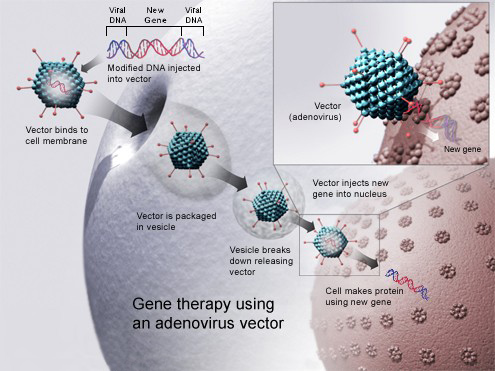
Генотерапія

Генетична інженерія розширює можливості молекулярної медицини, уможливлюючи точні модифікації в генетичному коді, пропонуючи потенціал для виправлення генетичних дефектів, створення терапевтичних білків і розробки інноваційних методів генної терапії та редагування геному, націлених на спадкові захворювання або складні розлади в їх молекулярному корінні. Ця технологія революціонізує стратегії лікування, сприяючи створенню персоналізованих терапій і вдосконалюючи здатність маніпулювати молекулярними шляхами для отримання терапевтичних переваг.

#### Молекулярна діагностика та біосенсори
Молекулярні біомаркери є специфічними маяками, що полегшують ранню діагностику захворювання. Різноманітні методики оміксних технологій, такі як секвенування геному чи мас-спектрометрія, довзоляють ідентифікувати біомаркери для діагностики.

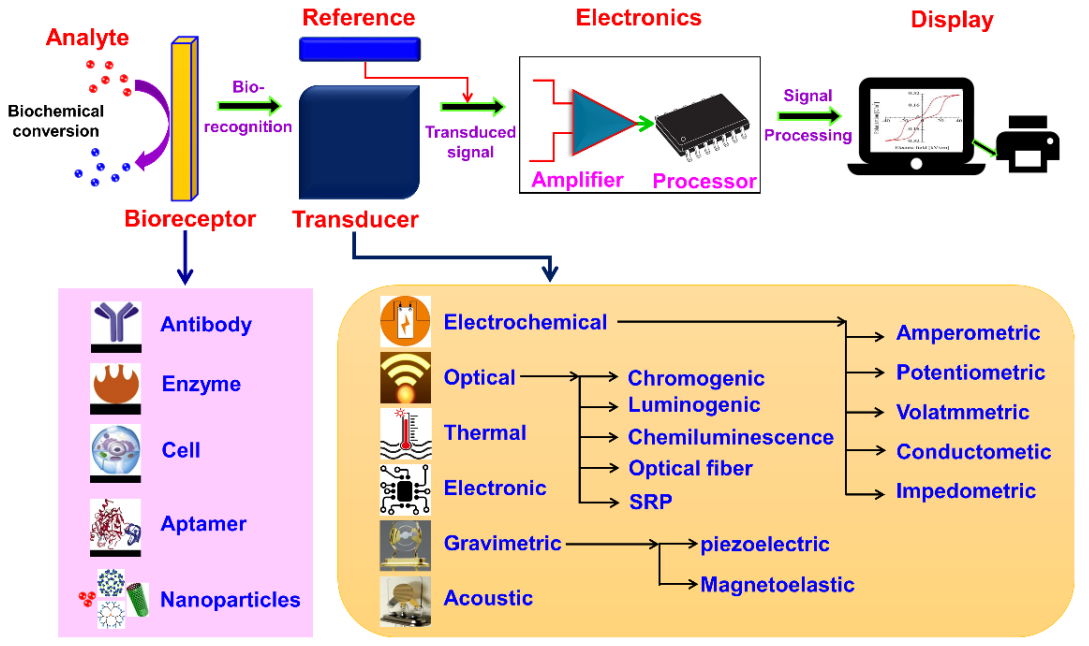
Типова схема біосенсору

Біосенсори відіграють ключову роль у молекулярній медицині, виявляючи та кількісно оцінюючи конкретні біологічні молекули або маркери, забезпечуючи точне розуміння молекулярних процесів у живих системах у реальному часі. Ці пристрої полегшують швидку діагностику, персоналізоване лікування та безперервний моніторинг, покращуючи розуміння захворювань і уможливлюючи цілеспрямовані втручання на молекулярному рівні.

#### Наномедицина
Наномедицина використовує нанорозмірні матеріали та пристрої для точної діагностики, цільової доставки ліків і терапевтичного втручання на молекулярному рівні в організмі. Завдяки нанорозмірним платформам, таким як наночастинки та нанопристрої, вона забезпечує безпрецедентну точність у лікуванні, підвищує ефективність ліків при мінімізації побічних ефектів, революціонізуючи лікування захворювань у молекулярному масштабі.

#### Біофотоніка
Біофотоніка, на стику фотоніки, біології та медицини, революціонізує молекулярну медицину завдяки передовим технологіям на основі світла. Методики біофотоніки дають змогу використовувати такі методи візуалізації з високою роздільною здатністю, як флуоресцентна та конфокальна мікроскопія, полегшують оптичну спектроскопію для молекулярного аналізу та підтримують методи оптичної маніпуляції та біосенсорів для діагностики та терапії, пропонуючи потужний набір інструментів для вивчення та втручання на молекулярному рівні в біологічні системи. Сюди ж відносяться дослідження, що охоплюють оптико-акустичну візуалізацію, оптичну когерентну томографію та дворежимний ультразвук/фотоакустику, що забезпечує глибокий моніторинг тканин і портативне біомедичне зображення. Інші інновації включають плазмонічні екзосомні біосенсори, оптичну ендоскопію з наночастинками та лазерну спектроскопічну техніку для медичної діагностики, що розширює межі діагностики та лікування, наприклад, у рамках лапароскопічної хірургії.

#### Молекулярна хірургія
Молекулярна хірургія — це застаріла назва концепції молекулярної медицини, яка передбачає точні, цілеспрямовані втручання на молекулярному рівні для діагностики, лікування або запобігання захворюванням. Під «хірургією» в цьому розумінні малось на увазі процеси, як-от редагування генома чи наномедична доставка ліків.
Але крім того, в 2010-х та 2020-х зароджується концепція молекулярної хірургії в контексті хірургії. Наприклад, «молекулярна нейрохірургія» представляє новаторський медичний підхід, що передбачає точне усунення цільових нейронів за допомогою потужних лігандів, які взаємодіють зі специфічними рецепторами, що призводить до вибіркової смерті клітин. Ця процедура, прикладом якої є надпотужні ванілоїди, такі як RTX, спрямовані на нейрони, що експресують TRPV1, пропонує багатообіцяючий шлях для лікування больових станів і потенційно революціонізує лікування онкопатологій шляхом цілеспрямованої елімінації клітин.

## Додаткова література

### Книги
- Carsten Carlberg, Eunike Velleuer, Ferdinand Molnár (2023). Molecular Medicine: How Science Works (eng). Springer Cham, Springer Nature. с. 700. ISBN 978-3-031-27132-8.
- Kumar Dhavendra, ред. (2020). Clinical molecular medicine: principles and practice. London, San Diego, Cambridge: Academic Press, Elsevier. ISBN 978-0-12-809356-6.
- Серія книг Gene and Cell Therapy (Routledge, 2016-2021+)

### Журнали
- Experimental & Molecular Medicine (сайт, Nature Portfolio)
- Molecular Therapy (сайт, Cell Press, Elsevier)
- Trends in Molecular Medicine (Cell Press, Elsevier)
- Journal of Molecular Medicine (Springer)
- Molecular Aspects of Medicine (Elsevier)
- Current Molecular Medicine (Bentham Science Publishers)
- Expert Reviews in Molecular Medicine (Cambridge University Press)
- Journal of Cellular and Molecular Medicine (Wiley-Blackwell)
- International Journal of Molecular Medicine (Spandidos Publications)

- Frontiers in Molecular Medicine (Frontiers)

### Статті
- Muraoka Takahiro; Ajioka Itsuki (2022). Self-assembling Molecular Medicine for the Subacute Phase of Ischemic Stroke. Neurochemical Research (англ.) 47 (9). doi:10.1007/s11064-022-03638-5.
- Mayr J. A.; Feichtinger R. G.; Achleitner M. T. та ін. (2021). Molecular medicine: pathobiochemistry as the key to personalized treatment of inherited diseases. (нім.) Monatsschrift Kinderheilkunde 169 (9). doi:10.1007/s00112-021-01252-3.
- Orkin Stuart H. (2021). Molecular Medicine: Found in Translation. Med 2 (2). doi:10.1016/j.medj.2020.12.011.